# 탄벌초등학교
탄벌초등학교는 대한민국 경기도 광주시에 있는 공립 초등학교이다.

## 학교 연혁
- 2003.04.01 탄벌초등학교 개교
- 2003.04.01 초대 최종수 교장 부임
- 2003.04.01 28학급, 유치원 1학급 편성
- 2003.09.01 경기도교육청지정 과학 교육 선도학교
- 2004.03.01 경기도교육청지정 모델장학 중심학교
- 2004.03.01 경기도교육청지정 과학교육 시범학교
- 2005.02.18 제1회 졸업장 수여식(196명)
- 2008.03.01 경기도교육청지정 학교 자연학습장 조성 운영
- 2008.09.27 중국 치박시 연지초등학교와 자매결연 2차 체결
- 2010.03.01 제2대 손상훈 교장 부임
- 2010.03.01 경기도교육청지정 지역공동영재학급 편성(3학급, 5년차)
- 2010.03.01 경기도교육청지정 음악교과특성화학교 운영(5년차)
- 2010.03.01 경기도교육청지정 영재교육 정책연구학교 운영(2년차)
- 2011.05.01 광주하남교육지원청지청 혁신교육 우수 프로그램 선정
- 2012.03.01 제3대 류동춘 교장 취임
- 2012.03.01 경기도교육청지정 NTTP 배움과 실천 공동체 학교 운영 (2013년까지 2년 연속)
- 2015.03.01 제4대 김상록 교장 취임
- 2015.03.01 62학급(특수 1학급), 유치원 2학급 편성

## 참고 자료
- 탄벌초등학교 - 한국교육학술정보원 학교알리미